# ميرزويل (تكساس)
ميرزويل (بالإنجليزية: Meyersville, Texas)‏ هي unincorporated community of the United States of America تقع في الولايات المتحدة في مقاطعة ديويت (تكساس).